# Гупёшка
«Гупёшка» — российский чёрно-белый драматический фильм, снятый режиссёром Владом Фурманом по одноимённой пьесе Василия Сигарева.
В 2017 году картина была показана на фестивале кинодебютов «Движение» в Омске, Нелли Попова получила приз за лучшую женскую роль, а также в рамках «Недели российского кино» в Лондоне и Кембридже. Премьера в кинотеатрах состоялась 24 мая 2018 года. В июле 2018 года фильм был удостоен премии фестиваля «Шукшинские дни на Алтае» в категории «Лучший сценарий».

## Сюжет
Тамара работает швеёй на дому. Однажды она встретила у подъезда незнакомого мужчину, напросившегося в гости. В квартире Тамара рассказывает ему о своей жизни и отношениях с мужем.

## В ролях
| Актёр              | Роль   |
| ------------------ | ------ |
| Неля Попова        | Тамара |
| Евгений Баранов    | Паша   |
| Михаил Разумовский | Леонид |